# Sara Ishaq
Sara Ishaq (arabisch سارة إسحاق‎; * im 20. Jahrhundert) ist eine jemenitische Filmproduzentin, die für ihr Werk Karama Has No Walls 2014 eine Oscar-Nominierung erhielt.

## Leben
Sara Ishaq studierte an der University of Edinburgh und erhielt dort einen Master of Fine Arts in Regie, 2008 folgte ein Diplom in „Documentary Filmmaking“ (etwa: Herstellung von Dokumentarfilmen) der britischen London Academy of Radio, Film and TV. Zu ihrer Zeit in Schottland sagt sie: 

„I’m not just a Yemeni woman living in Scotland, but I’m a Yemeni-Scot woman, so I have two different cultural backgrounds. I have an Islamic background, and Yemeni culture is very much ingrained in me.“

„Ich bin nicht nur eine jemenitische  Frau, die in Schottland lebt, ich bin eine jemenitisch-schottische Frau, ich habe zwei kulturelle Wurzeln. Ich habe einen islamischen Hintergrund und die jemenitische Kultur steckt tief in mir“

Obwohl sie Jemen nicht nur keine Förderungen, sondern teilweise aktiven Widerstand beim Filmen erfährt möchte sie das Land nicht verlassen, sondern einen kulturellen Freiraum schaffen. Sie gibt Workshops im Filmen und ist Aktivistin gegen die Regulierung der Film- und Kinoszene in Jemen.

„It’s silly for the government to restrict the cinema movement. Cinema can hugely empower Yemenis and raises awareness of Yemenis about the situation in Yemen, we have a rich culture and beautiful scenery. Art can boost economy in Yemen.“

„Es ist dumm von der Regierung die Kinobewegung einzuschränken. Kino kann Jemeniten emanzipieren und Aufmerksamkeit gegenüber der eigenen Situation schaffen – wir haben eine reichhaltige Kultur und schöne Landschaften. Kunst kann die Wirtschaft nach Vorne bringen.“

Ishaqs erstes großes Werk Karama Has No Walls beschäftigt sich mit dem Arabischen Frühling, insbesondere dem 18. März 2011, an dem durch staatliche Scharfschützen 52 Zivilisten erschossen werden und dem darauf folgenden Umbruch in der Öffentlichkeit der Proteste im Jemen 2011/2012.
Ihr folgender Film The Mulberry House beschäftigt sich dann mit den Konsequenzen der Aufruhr in heimischen Szenarien der Einwohner Jemens, insbesondere auch mit ihrer eigenen Familie.
Da jemenitischen Frauen kaum mit Sport in Kontakt kommen und oftmals der Besuch von Fitnessstudios verwehrt ist unterrichtet sie vor Ort Yoga um Frauen zu emanzipieren.

## Filmografie
- 2008: Liberation Through Art
- 2009: Sheikh Jarrah: Families of East Jerusalem
- 2011: Marie, My Girl
- 2012: Karama Has No Walls (etwa: Würde hat keine Grenzen)
- 2013: The Mulberry House (Originaltitel: Bayt al toot)

## Nominierungen und Auszeichnungen
Gewonnen
- 2013: Scottish Short Film Award des Glasgow Film Festivals für das mächtige und menschliche Erzählen einer Geschichte in Karama Has No Walls

Nominiert
- 2012: British Academy of Film and Television Arts für Karama Has No Walls[2]
- 2013: Muhr Arab Award des Dubai International Film Festivals für The Mulberry House
- 2014: Oscar in der Kategorie Bester Dokumentar-Kurzfilm für Karama Has No Walls